# Vernice (gruppo musicale)
I Vernice sono stati un gruppo musicale formatosi nel 1988. La band ha pubblicato 3 album in studio tra il 1993 e il 1995 vendendo oltre 150 000 copie.

## Storia

### La nascita della band

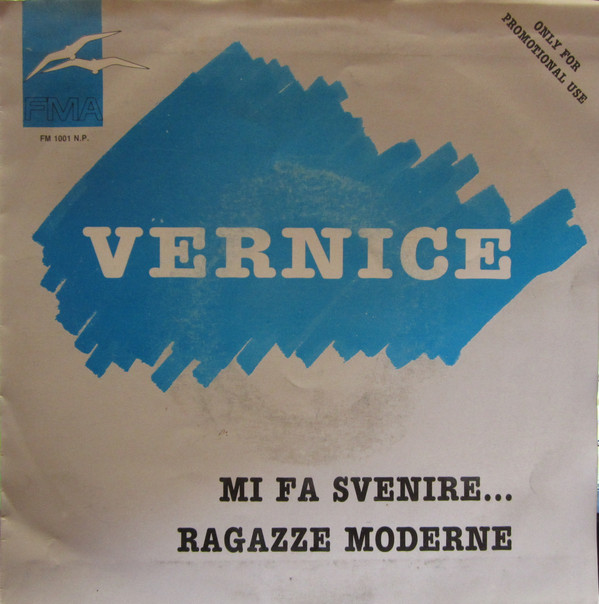
Copertina del singolo Mi fa svenire... / Ragazze moderne.

Il gruppo dei Vernice nasce nel 1988 e dal 1992 al 1995 sono stati prodotti da Claudio Cecchetto e da Roberto Vecchi per la casa discografica Sony-Epic. L’ispirazione per il nome venne dal fatto che ogni membro della band era diverso dall’altro e quindi era come se ciascuno rappresentasse un colore unico, ma messi insieme formavano una moltitudine di colori, appunto la vernice. Il nome fu suggerito da Roby Bonardi, produttore di Parma, con cui i Vernice iniziarono una collaborazione discografica.
In quegli anni i componenti erano Stefano D'Orazio alla chitarra e voce, Agostino Silvestri alla chitarra, Mauro Conti al basso,  Gianni Loiodice alle tastiere e voci, Massimo Nardini alle tastiere e Marco Abbatini alla batteria.
Nel 1990 esce il primo singolo, che vede Mi fa svenire sul lato A e Ragazze moderne sul lato B; il secondo brano viene presentato per la partecipazione al Festival di Sanremo, ma non viene selezionato.
Il 1991 vede i primi avvicendamenti all’interno della band: escono dal gruppo il bassista Enzo Alberigi, sostituito da Mauro Conti, ed il tastierista Gianni Loiodice, il cui posto viene preso da Massimo Nardini.

### Lo "scandalo" a Castrocaro e l'incontro con Claudio Cecchetto

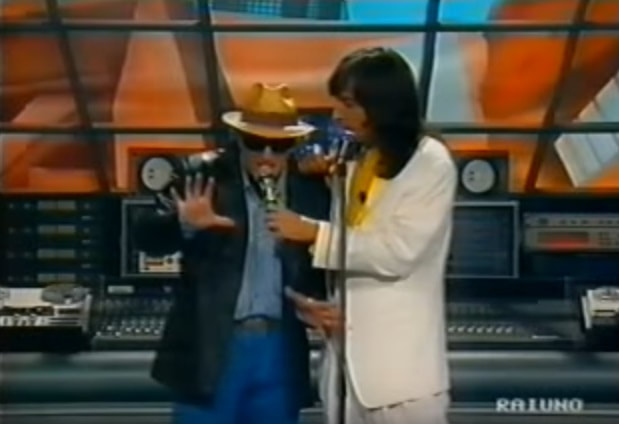
Stefano D'Orazio, insieme a Claudio Cecchetto, appena terminata la sua performance al Festival di Castrocaro.

Nel 1992 i Vernice approdano alla fase finale del Festival di Castrocaro, presentando il singolo Scema.
Il brano è un grido di rabbia verso la madre di una ragazza che vietava a sua figlia di poter frequentare il suo fidanzato. Siccome il ritornello del brano contiene una parolaccia (“stronza, tua madre è una stronza”), la produzione televisiva chiede a D’Orazio di modificare il testo. Il frontman accetta la proposta, dichiarando che durante l’esibizione canterà “strega, tua madre è una strega”, salvo poi ripensarci e cantare il testo originale in prima serata e in diretta su Rai Uno.
I Vernice vengono notati da Claudio Cecchetto, produttore musicale e presentatore della serata, che propone loro un contratto, affidando la produzione a Roberto Vecchi.
Riguardo a quell'accaduto nel 2014 lo stesso Claudio Cecchetto, nel suo libro In diretta. Il gioca jouer della mia vita, racconterà:
"È stato lì che ho incontrato i Vernice, gruppo laziale capitanato da Stefano D'Orazio. Aveva lo stesso nome dell'ex batterista dei Pooh e un modo di cantare molto simile a Vasco Rossi. D'Orazio presentava un brano intitolato Scema, dedicato alla madre della fidanzata che ostacolava il loro rapporto. Il ritornello originale era "Stronza! Tua madre è una stronza!", ma gli avevamo chiesto di modificarlo perché la trasmissione andava in onda su Rai Uno. D'Orazio decise di non censurarsi. È stato eliminato dopo la prima esibizione, ma mi stupì la sua determinazione e decisi di produrlo."

### Gli anni della popolarità e del successo

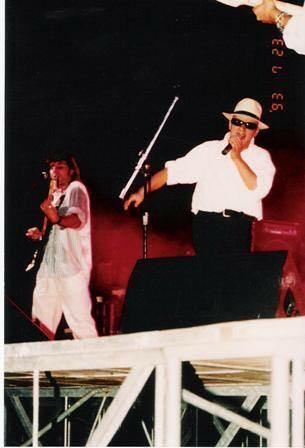
I Vernice durante un live del 1993.

Nel 1993, i Vernice pubblicano il singolo Scema per l’etichetta discografica Sony Music, brano che fa da apripista alla hit estiva Su e giù. Quest’ultimo brano partecipa a Festivalbar, Cantagiro e Superclassifica Show ed in breve tempo diventa uno dei tormentoni dell’estate. Viene anche girato un videoclip per la regia di Stefano Salvati.
Il successo del gruppo è sancito anche dalle oltre 80 000 copie vendute dall’album d’esordio Vernice.
Ad ottobre dello stesso anno i Vernice partecipano al Festival Italiano con Bughy. La kermesse viene trasmessa in diretta dalle reti Mediaset. Della canzone viene anche realizzato un videoclip ufficiale.
Quarto e ultimo singolo estratto dall’album è La ragazza dei sogni, di cui viene prodotto anche un videoclip.
Nel 1994 esce il secondo album in studio della band, dal titolo Quando tramonta il sole, che bissa il successo dell'anno precedente.
Il brano che dà il titolo all’album vede i Vernice partecipare a diverse trasmissioni televisive, tra cui Un disco per l'estate e Festivalbar, mentre il ritornello viene utilizzato come sigla di pre e post pubblicità per tutte le puntate del Festivalbar di quell’anno.
Gli altri due singoli estratti dall’album sono Questa sera, una ballata rock, ed Hey grande uomo, che partecipa anche alla trasmissione televisiva Superclassifica Show.
Nonostante il buon successo della band, i rapporti all’interno del gruppo iniziano ad incrinarsi. L'album Quando tramonta il Sole, infatti, è stato registrato soltanto da Stefano D'Orazio alla voce, Mauro Conti al basso e Massimo Nardini alle tastiere, che si sono avvalsi delle partecipazione di turnisti, quali Davide Romani, Claudio Golinelli, Beppe Leoncini, Enrico Hartwig e Diego Crepaldi, Romano Trevisani.

### Il terzo album, le cause legali e lo scioglimento

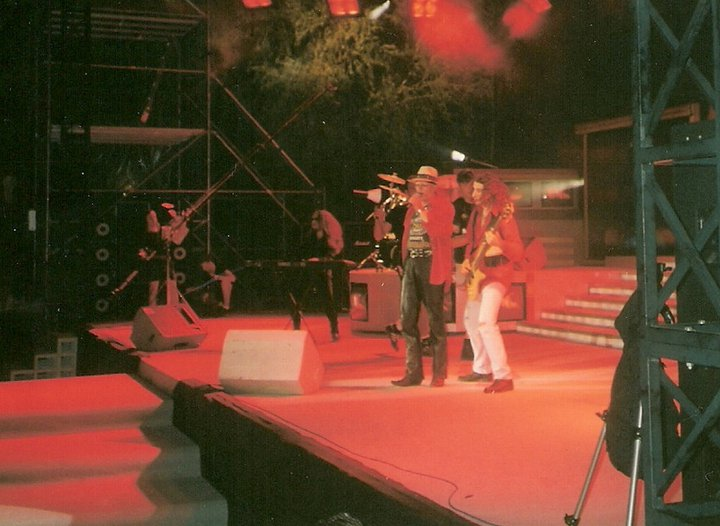
Stefano D'Orazio, Mauro Conti e Massimo Nardini sul palco del Festivalbar nel 1995.

Siccome il contratto con la Sony Music prevedeva comunque la pubblicazione di tre album a nome della band, nel 1995 esce il terzo album in studio dei Vernice intitolato Stefano D’Orazio, che lascia intendere le ambizioni soliste del frontman della band e l’ormai distacco dagli altri membri.
Il singolo di lancio è Niente di male, che però viene censurato dalle radio per le tematiche riguardanti il mondo della droga, mentre successivamente viene pubblicato il brano È stata dura, che partecipa al programma Generazione X di Ambra Angiolini.
Durante l'estate viene lanciato il singolo Solo un brivido e la band, formata in quel momento dai soli D’Orazio, Nardini e Conti, partecipa ancora una volta a varie trasmissioni televisive, tra le quali il Festivalbar e la trasmissione Super su Canale 5.
A seguito di una causa legale tra i membri della band riguardo all'utilizzo del nome e alla relativa sentenza del Tribunale, il gruppo Vernice viene sciolto e da quel momento in avanti né il nome né il logo possono essere utilizzati per scopi professionali da nessuno degli ex componenti della band, salvo che venga ricostituita la formazione originale.

### Dopo lo scioglimento

#### La carriera solista di Stefano D'Orazio
Nel 1997 D'Orazio accompagnato da Mauro Conti e Massimo Nardini, intraprende la carriera solista cambiando etichetta discografica e passando alla RTI Music. Con la nuova etichetta viene pubblicato l’album Non ci prenderanno... da cui viene estratta come singolo la title track, seguita da Innamorato e Nasce l'alba.
Nel 2000 pubblica il singolo Arriva l’estate per la Pull. Nel 2004 pubblica per l’etichetta discografica Baccano il singolo Balla, e l’anno successivo Certe persone. Entrambi i brani entrano nella rotazione di Radio Uno.
Nel 2009, decide di girare il videoclip di Solo un brivido sulla base del brano originale del 1995. Nonostante fosse uscito come singolo, infatti, il brano non ha mai avuto un clip che lo accompagnasse a causa dell'insorgere della causa legale.
Nel 2014 Stefano D'Orazio pubblica, per la RGB, Derby. La canzone viene trasmessa allo Stadio Olimpico di Roma prima del derby Lazio-Roma del 9 febbraio.. Durante l'estate esce il singolo Io sto aspettando e il relativo videoclip. Nel maggio dello stesso anno è ospite della trasmissione "Quelli che il calcio" in onda su Rai2.

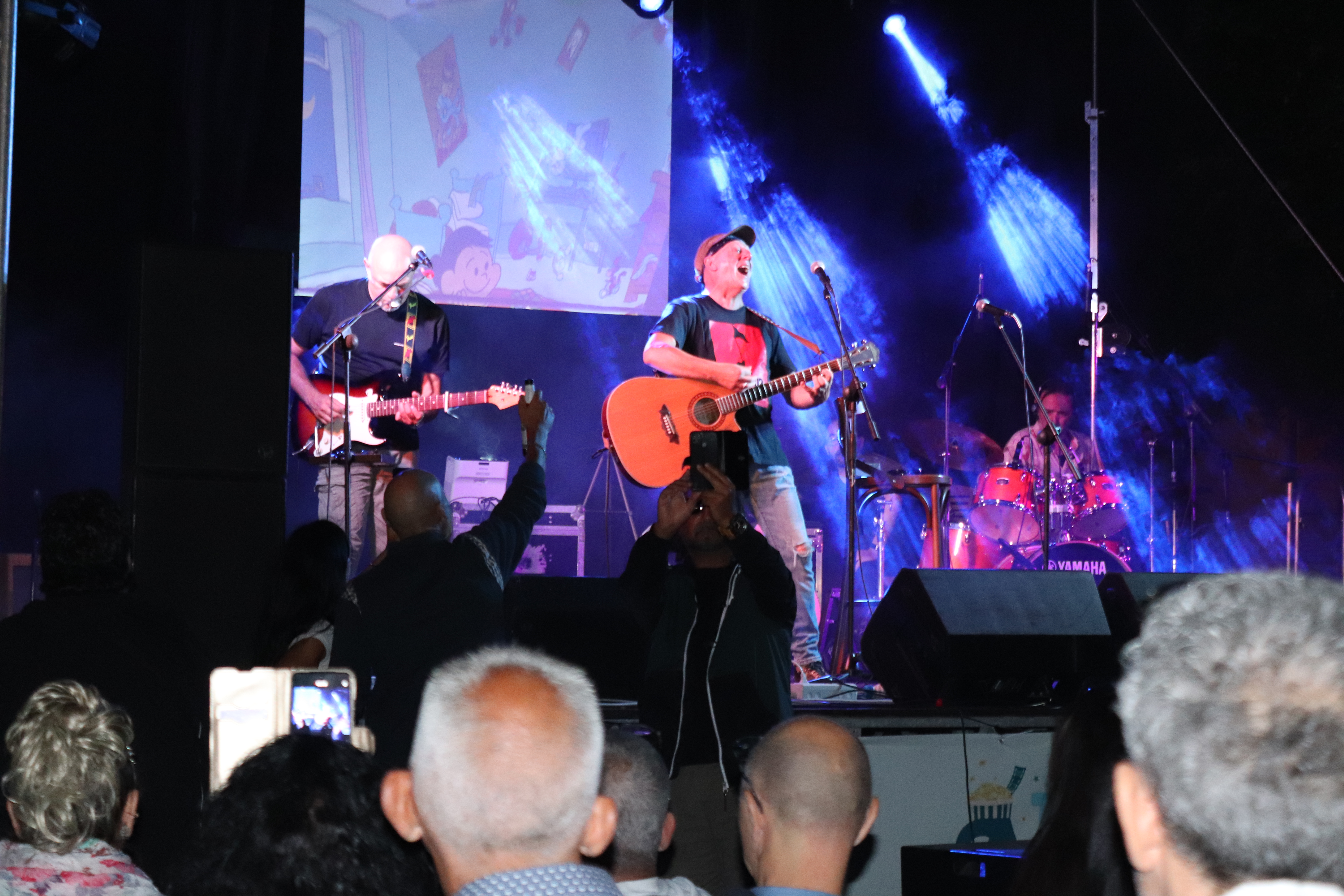
Stefano D'Orazio dei Vernice durante un concerto nel 2023.

Nel 2015, sempre su etichetta RGB, viene pubblicato il secondo album solista di D'Orazio, che ha per titolo Ci vediamo all’inferno. Il disco è anticipato dai singoli Che cos'è e La vita è, entrambi accompagnati dai rispettivi videoclip. L’ultimo singolo estratto è Non posso stare senza te, accompagnato anch’esso da un videoclip.
Il 14 aprile 2018 esce Scappare via, singolo scritto dallo stesso D'Orazio e cantato in coppia con Jessica Casula; l'uscita del singolo è accompagnato dal relativo videoclip.
Il 14 maggio 2020 esce Qui c'è gente speciale; nel brano, scritto interamente scritto da D'Orazio, quest'ultimo si rivolge, anche se senza mai nominarlo, direttamente al Covid-19, in una specie di discorso a tu per tu. Per questo singolo viene pubblicato anche il videoclip ufficiale.
Nel 2023 partecipa a Una voce per San Marino con il brano Si fa così. 

#### I progetti degli altri ex componenti della band
Nel 1995, mentre esce il terzo album dei Vernice dal titolo Stefano D'Orazio, alcuni ex membri della band, col nome di Vernice 2, pubblicano un singolo dal titolo Fammi lo sconto. Nonostante la causa legale in corso tra gli ex membri della prima formazione dei Vernice per l’utilizzo del nome e la diffida da parte del giudice all’utilizzo dello stesso, nel 2000 esce una raccolta a nome Vernice 2 dal titolo Edizione speciale for collection con inediti e vecchi successi, e nel 2001, sempre a nome Vernice 2, un singolo dal nome Sud. Nel 2004 vengono pubblicato il singolo Piove e nel 2006 l’album Troppo duri per morire.
Nel 2025 i Gemelli DiVersi hanno coverizzato la hit Su e giù per il singolo estivo 1993.

## Formazione
- Stefano D'Orazio: voce e chitarra
- Agostino Silvestri: chitarra
- Mauro Conti: basso
- Gianni Loiodice: tastiere, voce
- Massimo Nardini: tastiere
- Marco Abbatini: batteria

## Discografia

### Discografia ufficiale come Vernice

#### Album
- 1993 - Vernice
- 1994 - Quando tramonta il Sole
- 1995 - Stefano D'Orazio

#### Singoli
- 1990 - Mi fa svenire / Ragazze moderne
- 1992 - Scema
- 1992 - Vernice
- 1993 - Su è giù / Mi fa svenire
- 1993 - La ragazza dei sogni / Su e giù
- 1993 - Su e giù / Voglio andare via
- 1994 - Quando tramonta il sole / Su e giù / La voglia che hai
- 1995 - Niente di male / La voglia che hai

### Discografia come Vernice 2

#### Album in studio
- 1997 - Due
- 2006 - Troppo duri per morire (con il nome Vernice)

#### Singoli
- 1995 - Fammi lo sconto
- 2001 - Sud
- 2004 - Piove (con il nome Vernice)

#### Raccolte
- 2000 - Edizione speciale for collection